# Wola Branicka
Wola Branicka (pronunciación en polaco: /ˈvɔla braˈnit͡ska/) es un pueblo en el distrito administrativo de Gmina Zgierz, dentro del Distrito de Zgierz, Voivodato de Łódź, en Polonia central. Se encuentra aproximadamente 10 kilómetros al norte de Zgierz y 17 kilómetros al norte de la capital regional, Łódź.